# Осовины
Осо́вины (укр. Осовини, крымскотат. Osovinı, Осовины) — село в Ленинском районе Республики Крым, входит в состав Глазовского сельского поселения (согласно административно-территориальному делению Украины — Глазовского сельсовета Автономной Республики Крым).

## Население
| 2001 | 2014 |
| ---- | ---- |
| 294  | ↘235 |

Всеукраинская перепись 2001 года показала следующее распределение по носителям языка
| Язык       | Процент |
| ---------- | ------- |
| русский    | 93,88   |
| украинский | 5,1     |
| другие     | 0,68    |

### Динамика численности населения
| - 1864 год — 148 чел. - 1889 год — 410 чел. - 1897 год — 656 чел. - 1926 год — 373 чел. | - 2001 год — 294 чел. - 2009 год — 280 чел. - 2014 год — 235 чел. |

## Современное состояние
На 2017 год в Осовинах числится 28 улиц, 1 переулок и территория СПК Пролив; на 2009 год, по данным сельсовета, село занимало площадь 71 гектар на которой, в 180 дворах, проживало 280 человек. В селе действует сельский клуб. Осовины связаны автобусным сообщением с Керчью и соседними населёнными пунктами.

## География
Осовины расположены на северо-востоке Керченского полуострова, на берегу Азовского моря, между мысами Хрони и Бакланичный, высота центра села над уровнем моря — 67 м. Находится примерно в 75 километрах (по шоссе) на северо-восток от районного центра Ленино, ближайшая железнодорожная станция — Керчь — около 19 километров. Транспортное сообщение осуществляется по региональной автодороге 35Н-310 Глазовка — Юркино (по украинской классификации — С-0-10802).

## История
Впервые в доступных источниках селение встречается на карте 1842 года, где хутора Оссовы (3 штуки) обозначены условным знаком «малая деревня», то есть менее 5 дворов.
В 1860-х годах, после земской реформы Александра II, деревню приписали к Керчь-Еникальскому градоначальству.
Согласно «Списку населённых мест Таврической губернии по сведениям 1864 года», составленному по результатам VIII ревизии 1864 года, Осовины — слободка городского ведомства Керчь-Еникальского градоначальства, с 26 дворами, 148 жителями и рыбными заводами, при Азовском море. На трёхверстовой карте 1865—1876 года также обозначены хутора Оссовы без указания числа дворов. В «Памятной книге Таврической губернии 1889 года», составленной по результатам Х ревизии 1887 года, в деревне Оссовины числилось 77 дворов и 410 жителей. На верстовой карте Крыма 1896 года в селении Оссовы обозначено 47 дворов с русским населением. На верстовой карте Крыма 1896 года в селении обозначено 44 двора с русским населением. Перепись 1897 года зафиксировала в посёлке Осовины 656 жителей, из которых 607 православных. Более подробные данные о поселениях Керчь-Еникальского градоначальства дореволюционного периода пока недоступны, селение как Оссовина упоминается в «Памятной книжке Керчь-Еникальского градоначальства на 1913 год».
После установления в Крыму Советской власти, по постановлению Крымревкома, 25 декабря 1920 года из Феодосийского уезда был выделен Керченский (степной) уезд, Керчь-Еникальское градоначальство упразднили, Постановлением ревкома № 206 «Об изменении административных границ» от 8 января 1921 года была упразднена волостная система и в составе Керченского уезда был создан Керченский район в который вошло село (в 1922 году уезды получили название округов). 11 октября 1923 года, согласно постановлению ВЦИК, в административное деление Крымской АССР были внесены изменения, в результате которых округа были отменены и основной административной единицей стал Керченский район. Согласно Списку населённых пунктов Крымской АССР по Всесоюзной переписи 17 декабря 1926 года, в селе Осовины, Еникальского сельсовета Керченского района, числилось 85 дворов, из них 79 крестьянских, население составляло 373 человека, из них 44 русских, 327 украинцев, 1 немец, 1 записан в графе «прочие», действовала русская школа I ступени (пятилетка). Постановлением ВЦИК «О реорганизации сети районов Крымской АССР» от 30 октября 1930 года (по другим сведениям 15 сентября 1931 года) Керченский район упразднили и село включили в состав Ленинского, а, с образованием в 1935 году Маяк-Салынского района (переименованного 14 декабря 1944 года в Приморский) — в состав нового района. На подробной карте РККА Керченского полуострова 1941 года в Оссовинах обозначено 70 дворов.

В годы Великой Отечественной войны в районе мыса Хрони происходили высадки войск во время обеих десантных операций на Керченский полуостров. При Керченско-Феодосийской десантной операции в декабре 1941 года — январе 1942 года мыс штурмовали части 143-го полка 224-й стрелковой дивизии и 83-й отдельной бригады морской пехоты. Во время Керченско-Эльтигенской операции подразделения 10-го гвардейского стрелкового корпуса 56-й армии 10 ноября 1943 года (по другим данным 5 ноября) освободили село Осовины. Погибших в этих боях хоронили в братских и одиночных могилах в окрестностях села, а с 1944 года производилось перезахоронение (всего 230 советских воинов) в одну братскую могилу в центре Осовин. Памятник сооружён в 1949 году. Постановлением Совета министров Республики Крым № 627 от 20 декабря 2016 года братское захоронение отнесено к категории объектов исторического наследия России. В 2018 году на братской могиле был открыт мемориальный комплекс с именами 425 погибших при освобождении Крыма бойцов.

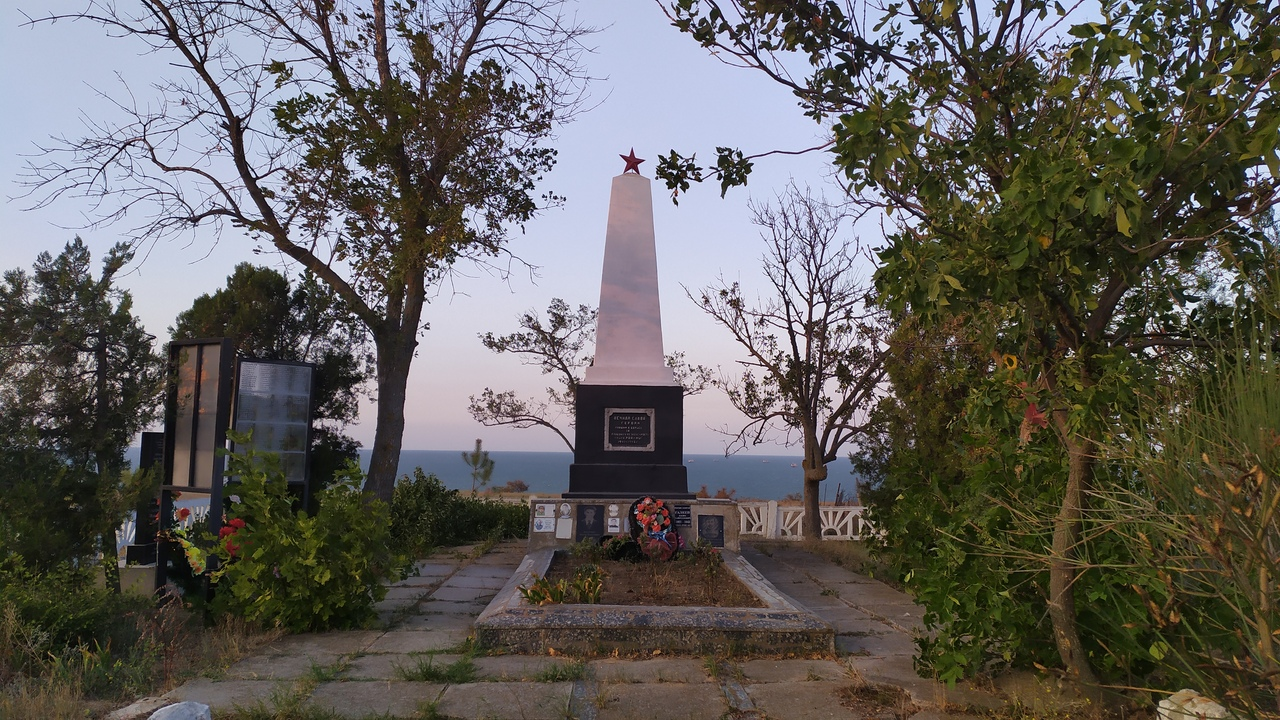
Братская могила советских воинов.
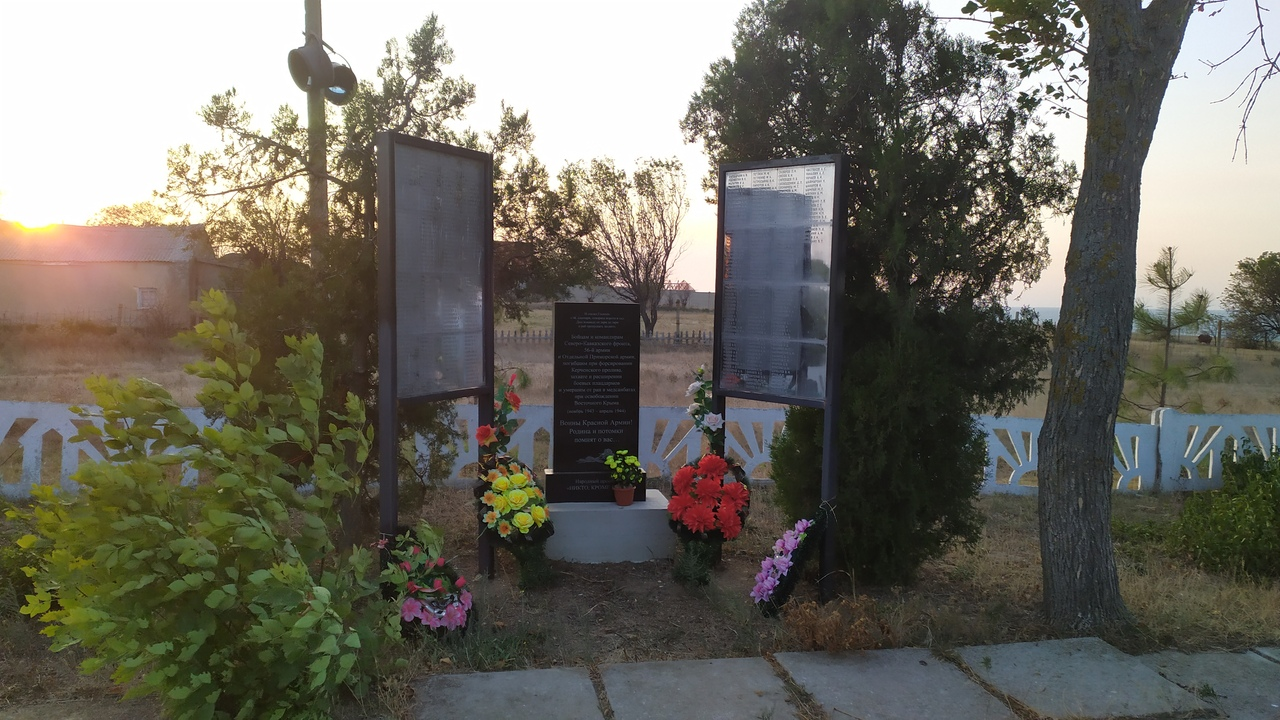
Мемориальный комплекс.

В 1944 году, после освобождения Крыма от фашистов, 12 августа 1944 года было принято постановление № ГОКО-6372с «О переселении колхозников в районы Крыма» и в сентябре того же года в район приехали первые новоселы — 204 семьи из Тамбовской области, а в начале 1950-х годов последовала вторая волна переселенцев из различных областей Украины. С 25 июня 1946 года Оссовины в составе Крымской области РСФСР. 26 апреля 1954 года Крымская область была передана из состава РСФСР в состав УССР. Время включения в Глазовский сельсовет пока не установлено: на 15 июня 1960 года село уже числилось в его составе. Указом Президиума Верховного Совета УССР «Об укрупнении сельских районов Крымской области», от 30 декабря 1962 года Приморский район был упразднён и вновь село присоединили к Ленинскому. С 12 февраля 1991 года село в восстановленной Крымской АССР, 26 февраля 1992 года переименованной в Автономную Республику Крым. С 21 марта 2014 года в составе оккупированного Россией Крыма.